# Marquesado de Villablanca

El marquesado de Villablanca es un título nobiliario español creado el 17 de marzo de 1692 por el rey Carlos II, a favor de Jerónimo Velasco y Castañeda. maestre de campo en el Perú.
Este título fue rehabilitado en 1926 por el rey Alfonso XIII a favor de Juan de Losada y González de Villalaz, hijo de Ángel Pedro de Losada y Fernández de Liencres I marqués de los Castellones y de María González de Villalaz y Fernández de Velasco, como séptimo marqués de Villablanca.

## Marqueses de Villablanca
|                                 | Titular                                 | Periodo                |
| Creación por Carlos II          | Creación por Carlos II                  | Creación por Carlos II |
| ------------------------------- | --------------------------------------- | ---------------------- |
| I                               | Jerónimo Velasco y Castañeda            | 1692 - ?               |
| II                              | Antonio Zamudio de las Infantas         | ¿?-1726                |
| III                             | Martín Zamudio de las Infantas          | 1726-¿?                |
| IV                              | Andrés de Mena y Zamudio                | ¿?-¿?                  |
| V                               | Juan Antonio de Mena y Roldán Dávila    | ¿?-¿?                  |
| VI                              | Manuel de Mena y Villalta               | ¿?-¿?                  |
| Rehabilitación por Alfonso XIII |                                         |                        |
| VII                             | Juan de Losada y González de Villalaz   | 1926-1927              |
| VIII                            | Ángela de Losada y González de Villalaz | 1927-1960              |
| IX                              | Emilio Losada y Drake                   | 1961-1962              |
| X                               | María del Pilar Losada y Peñalva        | 1962-actual titular    |

## Historia de los marqueses de Villablanca
- Jerónimo Velasco y Castañeda, I marqués de Villablanca y maestre de campo en el Perú.[1]

Sucedió:
- Antonio Zamudio de las Infantas (Lima, 16 de junio de 1661-5 de noviembre de 1726), II marqués de Villablanca,[1] I marqués de Villar del Tajo, general del Mar del Sur, alcalde de Lima y caballero de la Orden de Santiago. Era hijo del sevillano, Ordoño de Zamudio, regidor perpetuo de Lima, y de María de las Infantas y Venegas, nacida en Lima.

Sucedió su hermano:
- Martín Zamudio de las Infantas (Lima, 1666-1735/1737), III marqués de Villablanca,[1] y II marqués de Villar del Tajo, general, corregidor de Huarochirí y otras provincias peruanas y alcalde de Lima (1693, 1726-1727 y 1733-1734).[2]

Sucedió, por cesión, su nieto, hijo de su hija María Teresa Zamudio y Castro y de Juan Antonio de Mena y Caballero, caballero de la Orden de Santiago y magistrado de la Real Audiencia de Lima.
- Andrés de Mena y Zamudio, IV marqués de Villablanca[1] y III marqués de Villar del Tajo.

Sucedió su hijo:
- Juan Antonio de Mena y Roldán Dávila, V marqués de Villablanca,[1] contador de averías y regidor perpetuo de Lima.

Casó con Teresa Villalta, hija del oidor de Lima, José Villalta y Núñez y de Juana Rosa de Santiago Concha. Sucedió su hijo:
- Manuel de Mena y Villalta, VI marqués de Villablanca.[1]

Rehabilitado en 1926 por

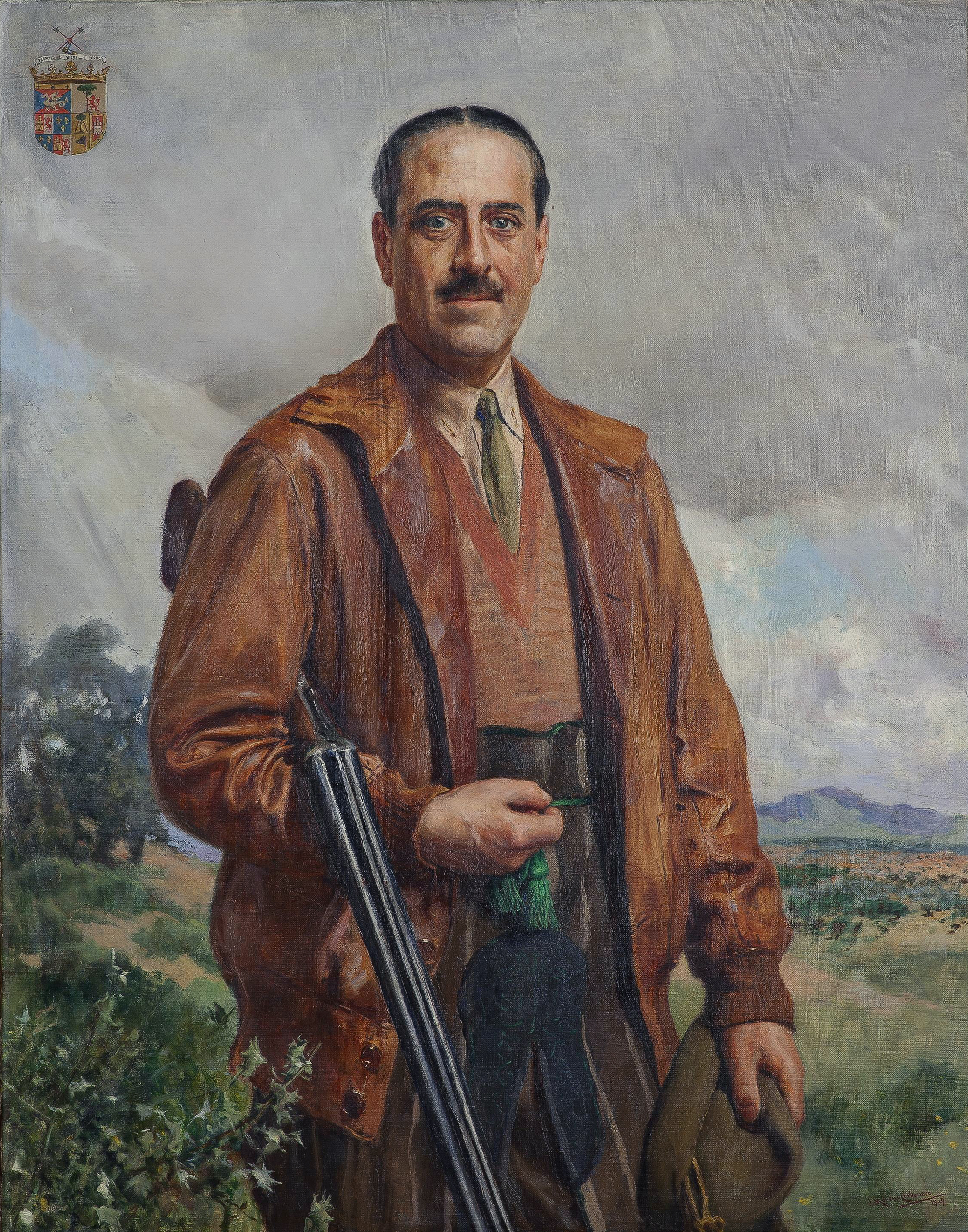
Retrato póstumo de Álvaro Drake, marqués consorte de Villablanca, por José Moreno Carbonero. 1929 (Museo del Prado, Madrid)

- Juan de Losada y González de Villalaz (m. 23 de octubre de 1958), VII marqués de Villablanca,[1][3] II marqués de los Castellones[4] y XII conde de Gavia,[5] dos veces grande de España. Era hijo de Ángel Losada y Fernández de Liencres I marqués de Castellones, y de su esposa, Dulce Nombre González de Villalaz y Fernández de Velasco.[4]

Sucedió, por cesión, su hermana:
- Ángela de Losada y González de Villalaz (m. 1960), VIII marquesa de Villablanca.[1][6]

Casó, en 1927, con Álvaro Drake y Travesedo (1883-23 de diciembre de 1928), hijo de Luis María Drake y de la Cerda y de María Dolores Travesedo y Fernández-Casariego. En 1961, le sucedió su sobrino, hijo de su hermano Eduardo Pedro de Losada y González de Villalaz que había casado con Virginia Drake y Fernández-Durán:
- Emilio Losada y Drake (Madrid, 11 de marzo de 1904-15 de septiembre de 1982), IX marqués de Villablanca,[8] III marqués de los Castellones, IX marqués de Zarreal (por sucesión de su tía María Teresa Losada y González de Villalaz), XIII conde de Gavia y  conde de Valdelagrana.

Casó con Carmen Penalva y Baillo. Le sucedió, por cesión, su hija:
- María del Pilar Losada y Penalva, X marquesa de Villablanca.[9]

Casó con Miguel Henríquez de Luna y Treviño Baillo y Suárez de Figueroa. Padres, entre otros, del político Íñigo Henríquez de Luna.